# Den Europæiske Socialfond
Den Europæiske Socialfond (ESF) er Den Europæiske Unions vigtigste finansielle instrument til beskæftigelsesfremme i medlemsstaterne samt til fremme af økonomisk og social samhørighed. Årligt yder socialfonden finansiering på 10 milliarder euro.
ESF er en af EU’s Strukturfonde og har som formål at forbedre den sociale samhørighed og den økonomiske velfærd i EU’s regioner. Strukturfondene fungerer som instrumenter til finansiel omfordeling og skal støtte samhørigheden i Europa ved at kanalisere støtten fortrinsvis til de mindre udviklede regioner. Den særlige målsætning for ESF-støtten er at bidrage til at skabe flere og bedre job i EU. Målsætningen indfries ved at medfinansiere nationale, regionale og lokale projekter, som øger beskæftigelsen, kvalitet i arbejdet og et rummeligt arbejdsmarked i medlemsstaterne og regionerne.
I Danmark administreres fonden af Erhvervsstyrelsen.

## Historien
Den Europæiske Socialfond blev etableret ved vedtagelsen af Rom-traktaten om oprettelse af Det Europæiske Økonomiske Fællesskab i 1957, og ESF er den ældste af Strukturfondene. ESF har gennem alle årene haft øget beskæftigelse som mål, men fonden har løbende tilpasset sit fokus for at kunne løfte de forskellige perioders særlige udfordringer. I perioden efter krigen koncentreredes indsatsen om at styre arbejdskraftmigrationen i Europa. Senere blev der sat fokus på at bekæmpe arbejdsløsheden blandt unge og blandt dårligt kvalificerede personer.
I støtteperioden fra 2007-2013 ydede ESF eksempelvis en målrettet støtte til personer, der har svært ved at skaffe sig adgang til arbejdsmarkedet, som f.eks. kvinder, unge, ældre arbejdstagere, indvandrere og handicappede. Derudover skal ESF-støtten målrettes mod at øge både virksomheders og arbejdstageres omstillingsparathed. Det gøres ved at støtte innovation på arbejdspladserne, livslang læring og arbejdskraftmobilitet.

## Den Europæiske Socialfond Plus
Fra 1. juli 2021 integreres Den Europæiske Socialfond sammen med andre af EU's tildigere initiativer og fonde under navnet Den Europæiske Socialfond Plus (ESF+).
I perioden fra 2021-2027 har den nye fond et budget på 99.3 milliarder euro. Målet er blandt andet, at fonden skal være en hjørnesten i EU's socioøkonomiske fremgang efter coronaviruspandemien.

## ESF's rolle i EU's politikker og strategier
Den Europæiske Unions overordnede strategi beskrives i Lissabon-dagsordenen, hvis formål er inden 2010 at gøre Europa til verdens mest dynamiske og konkurrencedygtige vidensbaserede økonomi med en bæredygtig økonomisk vækst, flere og bedre job og større social samhørighed samt respekt for miljøet. Lissabon-dagsordenens målsætninger udstikker ESF's prioriteter.
Mange af EU’s finansielle og politiske instrumenter understøtter Lissabon-dagsordenen. Samhørighedspolitikken har eksempelvis som formål at reducere de økonomiske og sociale uligheder mellem EU’s lande og regioner. Det gøres ved at anvende EU’s finansielle budgetmidler (Strukturfondene) – herunder ESF – til at støtte den økonomiske og sociale udvikling i de mindre udviklede regioner.
Der er behov for at styrke konkurrenceevnen og beskæftigelsen på grund af den aktuelle globalisering og den aldrende befolkning, og den Europæiske beskæftigelsesstrategi skal fungere som koordinationsramme for EU-medlemsstaternes fælles prioriteter og mål på beskæftigelsesområdet. De fælles prioriteter medtages derefter i beskæftigelsesregningslinjerne og indarbejdes i de nationale reformprogrammer, som udarbejdes i de enkelte medlemsstater. ESF-støtten fordeles af medlemsstaterne og understøtter de nationale reformprogrammer og strategiske referencerammer, som definerer medlemslandets hovedprioriteter for tildeling af støtte fra EU’s Strukturfonde.
Europas sociale dagsorden spiller også en rolle med hensyn til at definere prioriteterne for fordeling af ESF-støtten. Den sociale dagsorden skal opdatere "den europæiske sociale model" via en modernisering af arbejdsmarkederne og de sociale sikringssystemer, så arbejdstagerne og virksomhederne kan udnytte de muligheder, som opstår i kraft af den internationale konkurrence, teknologiske fremskridt og ændrede befolkningsmønstre, samtidig med at samfundets mest sårbare grupper beskyttes. Derudover har “flexicurity” konceptet indflydelse på ESF’s initiativer. Flexicurity kan defineres som en politisk strategi, der styrker fleksibiliteten på arbejdsmarkedet, i arbejdsrelationer og organisationer på den ene side og sikkerhed for beskæftigelse og indkomst på den anden side. I flexicurity konceptet anlægger man en ny synsvinkel og tilstræber ”livslang beskæftigelse” frem for tidligere tiders ønske om ”livslang ansættelse". Konceptet opfordrer arbejdstagerne til selv at tage ansvar for deres arbejdsliv gennem livslang uddannelse, større tilpasningsevne og øget mobilitet.

## ESF – fastlæggelse af strategi
Forvaltningen af ESF kører over syvårige programperioder. ESF's strategi og budget forhandles og godkendes af EU's medlemslande, Europa-Parlamentet og Europa-Kommissionen. Strategien definerer målsætningerne for ESF-støtten, som er helt eller delvist de samme som for den øvrige strukturstøtte. I en tidligere ESF-støtteperiode arbejdede man eksempelvis med følgende målsætninger:
Målet om regional konkurrenceevne og beskæftigelse – skal styrke den regionale konkurrenceevne og beskæftigelse og tiltrække investeringer.
Konvergensmålet – skal stimulere vækst og beskæftigelse i de mindst udviklede regioner. Mere end 80% af ESF’s samlede støtte tildeles til projekter under konvergensmålet.
Strategien definerer også nogle brede ”prioritetsakser” – aktioner som kan sikre indfrielse af målsætningerne og som er støtteberettigede.

## Sådan tildeles ESF-støtten
Niveauet for ESF-støtten varierer fra region til region alt efter deres relative velstand. EU-regionerne opdeles i fire kategorier af støtteberettigede regioner baseret på det regionale BNP pr. indbygger i forhold til EU-gennemsnittet (EU med 25 eller 15 medlemsstater) og deles ud på de to målsætninger.
Konvergensmålet omfatter:
- Konvergensregioner: med et BNP pr. indbygger, der er mindre end 75% af EU-25 gennemsnittet.
- Regioner under udfasning: med et BNP pr. indbygger, der er højere end 75% af EU-25 gennemsnittet men mindre end 75% af EU-15 gennemsnittet.

Målet om regional konkurrenceevne og beskæftigelse omfatter:
- Regioner under indfasning: med et BNP pr. indbygger, der er mindre end 75% af EU-15 gennemsnittet (for perioden 2000-2006) men højere end 75% af EU-15 gennemsnittet (for perioden 2007-2013).
- Regioner under målet om konkurrenceevne og beskæftigelse: er alle andre EU-regioner.

I konvergensregionerne kan ESF’s andel af medfinansiering i projekter udgøre op til 85% af de samlede omkostninger. I regioner under målet om konkurrenceevne og beskæftigelse er en medfinansiering på 50% mere almindelig. I de rigere medlemsstater og regioner supplerer ESF-støtten allerede eksisterende nationale beskæftigelsesinitiativer, og i de mindre velstående medlemsstater kan ESF-støtten være hovedfinansieringskilden bag beskæftigelsesinitiativerne. De støtteberettigede regioner i den nuværende ESF-programrunde (2007-2013) er vist på kortet.

## Sådan arbejder ESF
Strategien fastlægges på EU-plan, hvorimod ansvaret for implementering af ESF-finansieringen ligger hos EU-medlemsstaterne og regionerne. Når strategien og budgetfordelingen er aftalt, anvendes en fælles programmodel. Herudfra planlægges de syvårige operationelle programmer af medlemslandene i samarbejde med Europa-Kommissionen. De operationelle programmer beskriver de aktivitetsområder, der ydes støtte til. Det kan være enten geografiske eller tematiske områder.
Medlemsstaterne udpeger nationale ESF-forvaltningsmyndigheder, som har ansvaret for projektudvælgelse, støtteudbetaling og evaluering af projekternes fremdrift og resultater. Der udpeges også godkendelses- og revisionsmyndigheder, som overvåger udgifterne og sikrer overholdelse af ESF's bestemmelser.

## ESF-projekter
En lang række forskellige organisationer både i den offentlige og den private sektor ansøger om projektstøtte gennem ESF, og de står også for den operationelle gennemførelse og implementering af projekterne. Det kan være nationale, regionale og lokale myndigheder, almene uddannelsesinstitutioner og erhvervsuddannelser, ikkestatslige organisationer (ngo) og den frivillige sektor, arbejdsmarkedets parter som for eksempel fagforeninger og bedriftsråd, industri- og branchesammenslutninger samt individuelle virksomheder.
Støttemodtagerne i ESF-projekterne kan være mange forskellige. Det kan være arbejdstagere, persongrupper, industrisektorer, fagforeninger, offentlige administrationer eller virksomheder. En målgruppe, der sættes særligt fokus på, er de svagest stillede grupper og personer, som har vanskeligt ved at finde arbejde eller udvikle deres karriere – for eksempel langtidsledige og kvinder. Som indikator kan nævnes, at mere end 9 millioner enkeltpersoner fra de svagest stillede grupper modtager hjælp hvert år gennem deltagelse i ESF’s projekter – se tabel 1.

## Den Europæiske Socialfond 2007-2013
ESF's programperiode, der løb fra 2007-2013, har fået titlen "Investering i mennesker". I perioden investerede ESF omkring 75 milliarder euro – tæt på 10% af EU's budget – i beskæftigelsesfremmende projekter. Støtten tildeltes til seks navngivne prioritetsområder:
- Forbedring af menneskelig kapital (34% af den samlede støtte)
- Øget adgang til beskæftigelse og bæredygtighed (30%)
- Forøgelse af tilpasningsevnen hos arbejdstagere, virksomheder og iværksættere (18%)
- Øget social inkludering af ressourcesvage personer (14%)
- Styrkelse af den institutionelle kapacitet på nationalt, regionalt og lokalt plan (3%)
- Fremme af reformer vedrørende beskæftigelse og integrering (1%)

I en given region vil støttefordelingen variere i forhold til de lokale og regionale prioriteter. Alle seks prioritetsområder anvendes både under konvergensmålet og under målet om regional konkurrenceevne og beskæftigelse, dog vil man i konvergensregionerne normalt lægge vægt på prioriteten ”forbedring af menneskelig kapital”.
Fordelingen af ESF’s midler på medlemsstater for 2007-2013 fremgår af tabel 2. Tabel 3 viser den omfordelingseffekt, som ESF har, udtrykt i tildelt finansiering pr. indbygger i medlemsstaterne.

## Øvrige materialer
- ESF brochure Arkiveret 13. februar 2009 hos  Wayback Machine: Brochuren er udgivet i 2007 og indeholder generelle oplysninger om Den Europæiske Socialfonds målsætninger, eksistensberettigelse og resultater. Brochuren er udarbejdet på 23 EU-sprog.
- Faktablad over statistik Arkiveret 13. februar 2009 hos  Wayback Machine: Få et overblik over Den Europæiske Socialfonds aktiviteter i 2007-2013. Brochuren giver en oversigt og opsplitning af nøgletal og fakta vedrørende programmet.
- 50 års jubilæumsbog Arkiveret 13. februar 2009 hos  Wayback Machine: I anledning af Den Europæiske Socialfonds 50 års jubilæum har Kommissionen udgivet en illustreret bog, der beskriver ESF's aktiviteter gennem de sidste fem årtier.
- ESF 2007-2013 kort over støtteberettigede regioner Arkiveret 13. februar 2009 hos  Wayback Machine: Kortet viser de nye støtteberettigede regioner for Den Europæiske Socialfonds programperiode 2007-2013.
- Succeshistorier fra ESF Arkiveret 13. februar 2009 hos  Wayback Machine: En samling med over 70 succeshistorier, som viser, hvordan ESF-projekter har bidraget til at forbedre menneskers arbejdsliv i hele Europa.
- EU-lovtekster vedrørende ESF: Forordning (EF) nr. 1081/2006 af 5. juli 2006 om Den Europæiske Socialfond.